# Silnice II/281
Silnice II/281 je silnice II. třídy, která vede z Dolního Bousova do Újezdu pod Troskami. Je dlouhá 13,9 km. Prochází dvěma kraji a dvěma okresy.

## Vedení silnice

### Středočeský kraj, okres Mladá Boleslav
- Dolní Bousov (křiž. II/279)

### Královéhradecký kraj, okres Jičín
- Sobotka (křiž. I/16, III/2811, III/28114, III/28010, III/27935)
- Čálovice
- Stéblovice
- Mladějov (křiž. III/2812, III/2813, III/2816)
- Hrdoňovice (křiž. III/28112)
- Újezd pod Troskami (křiž. I/35, III/28115)